# Росица (приток Западной Двины)
Росица (латыш. Rosica, бел. Росіца) — река в Латвии и Белоруссии, протекает по территории Краславского края и Верхнедвинского района Витебской области, правый приток Западной Двины. Длина реки — 51 км, площадь водосборного бассейна — 279 км², среднегодовой расход воды в устье 1,9 м³/с, средний наклон водной поверхности 1,3 ‰.
Река берёт начало на территории Латвии близ села Робежниеки. От истока течёт на юго-восток, вскоре после истока перетекает на территорию Белоруссии, где меняет направление на южное, а затем на юго-западное. В нижнем течении вновь втекает в Латвию, поворачивает на юг и впадает в Западную Двину точно на границе государств.
Росица протекает в границах Латгальской возвышенности. Из общей длины в 51 км 36 км приходятся на Белоруссию, 15 км на Латвию. Долина трапециевидная, её ширина 150—200 м, наибольшая — 1 км у деревни Даньки, наименьшая — 40 м (ниже озера Чёрное). Пойма чередуется по берегам (ширина 20-70 м), около деревни Даньки двухсторонняя (ширина 50 м), в устьевой части отсутствует. Русло от истока на территории Латвии и 1 км в Белоруссии канализировано, далее умеренно извилистое. Ширина на всём протяжении не превышает 10 метров
Притоки — Берёзовка (левый); Савица, ручей Росица (правые).
Росица протекает агрогородок Бигосово и ряд деревень: Росица, Ковалевщина, Бигосово, Стаклы, Григоровщина (все — Белоруссия).
Впадает в Западную Двину на границе Белоруссии и Латвии у белорусского села Новое Село.